# Діденко Зоя Олександрівна
Діденко Зоя Олександрівна (нар. 24 березня 1949, с. Корнин Попільнянського р-ну Житомирської обл.) — громадський діяч, голова Хмельницького міського Товариства української мови ім. Тараса Шевченка «Просвіта», голова комітету міжнародних зв'язків і поріднених міст, почесний професор Національної академії прикордонної служби України імені Богдана Хмельницького.

## Життєпис
Народилася  Зоя Діденко 24 лютого 1949 р. в сім'ї вчителів на Житомирщині.
Після школи вступила до Київського Національного університету імені Тараса Шевченка (романно-германська філологія).

### Просвітянська діяльність
З 1989 року очолює Хмельницьке міське Товариство української мови імені Тараса Шевченка «Просвівта».
Завдяки наполегливій і невтомній праці Зої Діденко Народний Дім «Просвіти» (вул. Пилипчука, 49) за роки Незалежності України перетворився у справжній «вулик» зустрічей, диспутів, презентацій, лекцій, конференцій, конкурсів.  Тут зібрана й виплекана багатюща колекція унікальних книг з різних країн світу. Книгозбірня  «Просвіти» стала осердям інтелектуальної думки вчителів, вчених-дослідників, митців нашої діаспори і України, оберегом українства на Поділлі.
Дякуючи Зої Діденко, побачили світ понад п'ятдесят видань книг подільских письменників та навчальних посібників для шкіл.
Зоя Олександрівна була автором і ведучою цікавих історико-культурних програм Хмельницької ХОДТРК «Поділля-центр», зокрема: «Український історичний календар», «Українська душа», «Невідома Україна», «Свою Україну любіть», «І на оновленій землі», «Подільський передзвін», «З подільського кореня», «Звичаї — скарб народу», «Оберіг».
З ініціативи Зої Діденко укладено угоди про співпрацю з НАДПСУ імені Богдана Хмельницького, з Головним управлінням Національної поліції Хмельниччини, з військовою частиною Національної гвардії.

### Громадська діяльність
Як голова Комітету поріднених міст Зоя Діденко майже завжди була у складі делегацій, багаторазово побувала в містах-побратимах – Сілістрі (Болгарія), Модесто (США), Борі (Сербія), Чеханові (Польща), Крамфорсі (Швеція), Шауляї (Литва), Акваскальєнтес (Мексика) та багатьох інших, де налагоджувала культурно-освітянські дійові відносини з дружніми до України і Поділля народами.

## Нагороди
- Почесний професор Національної академії прикордонної служби України імені Богдана Хмельницького.
- Лауреат премії імені Якова Гальчевського, дипломант премії «Смарагдова ліра» Державної прикордонної служби України.
- Кавалер ордена Княгині Ольги III ступеня, орденів Святого Володимира та Святої Варвари Української Православної Церкви Київського Патріархату

## Публікації
1. Влада. Громада. Стратегія розвитку співпраці: влада, громадськість, діалог / Хмельниц. міське т-во укр. мови ім. Т. Шевченка «Просвіта» ; упоряд. Т. Зеленко, З. Діденко. — Хмельницький: Мельник А. А., 2008. — 40 с.
2. Подільський передзвін «Просвіти» / Хмельниц. міське т-во укр. мови ім. Т. Шевченка «Просвіта» ; упоряд. З. Діденко, Т. Мосійчук. — Хмельницький: Юзвак М. М., 2011. — 206 с.
3. Храм української душі. Народному Дому Хмельницького міського Товариства української мови ім. Т. Г. Шевченка «Просвіта» 10 років [Текст] / авт. ідеї проекту З. Діденко. — Хмельницький: ЕНА, 2002. — 22 с.
4. Свого не цураймось: посіб. для пед. працівників закл. освіти / Хмельниц. міське Тов-во укр. мови ім. Тараса Шевченка «Просвіта» ; упоряд. З. Діденко. — Хмельницький: Хмельниц. міськ. друкарня, 2003. — 205 с.
5. Нарис української культури: нарис / упоряд.: З. О. Діденко, В. І. Горбатюк. — Хмельницький: Поділля, 1992. — 112 с.
6. Діденко З. О. Сучасна подільська діаспора — відповіді на виклики часу // Подільська еміграція в контексті європейської та світової культури: матеріали міжнар. наук.-практ. конф. — 2011 — С.17-18